# イヴァン・ファティッチ
イヴァン・ファティッチ（セルビア語: Ивaн Фaтић, 英語: Ivan Fatić, 1988年8月21日 - ）は、ユーゴスラビア（現モンテネグロ）出身の元モンテネグロ代表サッカー選手。現役時代のポジションはDF。

## 経歴
2007年、ACキエーヴォ・ヴェローナのユースからインテルナツィオナーレ・ミラノへ引き抜かれる。2008-09シーズンはヴィチェンツァ・カルチョなどにレンタル。2009年夏にジェノアCFCへ移籍した。
2018年1月、のFCサムトレディアに加入することが発表された。
2019年、FKブハラに加入した。
モンテネグロ代表の主力として期待され、2009年からA代表に招集。

## タイトル
インテル
- トルネオ・ディ・ヴィアレッジョ : 2008